# Cataphract

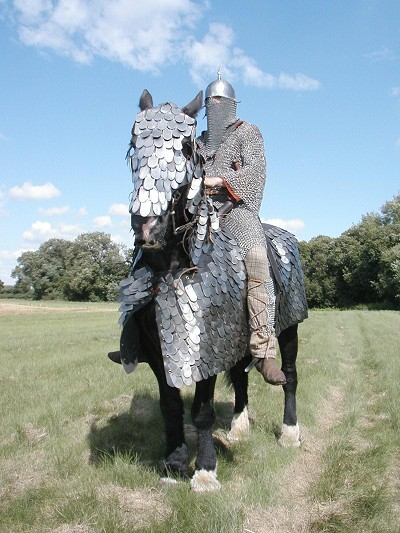
Tạo hình cataphract thời kỳ Sassanid, hoàn toàn phủ giáp kín thân ngựa chiến và kị sĩ. Chú ý là kị sĩ mặc giáp lưới.

Cataphract hay thiết kỵ là một loại kỵ binh nặng được sử dụng trong chiến tranh cổ đại tại Trung Á, Đông Á, Trung Đông, Bắc Phi và châu Âu.
Cái tên bắt nguồn từ chữ Hy Lạp cổ κατάφρακτος kataphraktos (số nhiều: κατάφρακτοι kataphraktoi), có nghĩa "được bảo hộ" hay "bao phủ mọi mặt". Trong lịch sử, cataphract là lực lượng kị binh nặng bậc nhất, với ngựa chiến và kị sĩ đều được trang bị loại giáp nặng phủ kín từ đầu đến chân, trong khi vũ khí được sử dụng phổ biến nhất cũng thuộc hạng nặng như thương, giáo dài, hoặc cung tên, mác.
Trong suốt chiều dài lịch sử tồn tại, các cataphract phục vụ trong hàng ngũ quân chính quy hoặc lực lượng đột kích cho các quốc gia hoặc đế chế sử dụng loại kị binh này, nhờ khả năng xuyên phá đội hình bộ binh của đối phương. Cụ thể, một số quốc gia, dân tộc xây dựng đội quân cataphract là người Scythia, các dân tộc đông Iran (Sarmatia, Saka, Alan), các đế chế Ba Tư cổ đại (Achaemenid, Parthia, Sassanid), vương quốc Pergamum, vương quốc Armenia cổ đại, đế chế Seleucid, đế quốc La Mã, đế chế Byzantine và người Goth. Ở Đông Á, người Mông Cổ, người Nữ Chân (nhà Kim), các đế chế Trung Hoa (nhà Đường, Tống, Nguyên), Nhật Bản hay các vương triều ở Việt Nam cũng từng xây dựng lực lượng thiết kị kiểu cataphract mang đặc trưng văn hóa riêng.
Ban đầu, cataphract thường được các dân tộc du mục đông Iran hay các vương quốc ở Trung Cận Đông cổ đại sử dụng. Tại châu Âu, lực lượng cataphract được các vương quốc Hy Lạp và người La Mã sau này du nhập sau các cuộc chiến tranh với Parthia và Sassanid ở phía đông, bởi cataphract Ba Tư hoàn toàn áp đảo các equites Rome trên chiến trường, điển hình như thất bại của quân đội Cộng hòa La Mã tại trận Carrhae năm 53 TCN. Đến thời Trung cổ, cataphract trở thành hình mẫu cho các hiệp sĩ Tây Âu trung đại. Cả cataphract và hiệp sĩ đều là những đơn vị kỵ binh nặng đóng vai trò đặc biệt quan trọng trong chiến tranh thời Trung cổ. Tuy nhiên, chiến thuật sử dụng cataphract có sự khác biệt lớn, và địa vị của các cataphract trong xã hội Trung cổ không nổi bật như hiệp sĩ. Giới hiệp sĩ vừa là chiến binh vừa được coi là biểu tượng của tầng lớp quý tộc, giống như các samurai; còn cataphract chỉ đơn thuần là một binh chủng mà không thể hiện một địa vị rõ rệt trong giới thượng lưu (mặc dù họ vẫn được xem trọng hơn dân thường).

## Từ nguyên
Tên gọi "cataphract" bắt nguồn từ tiếng Hy Lạp cổ là Κατάφρακτος (kataphraktos hoặc katafraktos), vốn được ghép từ 2 từ gốc: giới từ κατά và φρακτός (nghĩa là được che phủ, bảo vệ), tạo thành 1 từ ghép, nghĩa là "được bảo hộ" hoặc "phủ kín mọi mặt". Cụm từ này xuất hiện lần đầu trong tiếng Latinh, theo ghi chép của Sisennus: "'loricatos, quos cataphractos vocant'", nghĩa là "người được bảo hộ".
Cuối thời kỳ đế quốc La Mã, đã xuất hiện một số tranh luận về cụm từ này, khi kị binh giáp nặng dùng để chỉ kị binh equites dưới thời Cộng hòa La Mã, gọi là cataphract. Vegetius_một học giả La Mã thế kỷ IV đã dùng cụm từ lorica segmentata hoặc lorica hamata để mô tả cataphract, trong khi sử gia La Mã gốc Hy Lạp đương thời Ammianus Marcellinus lại đề cập: "cataphracti equites (quos clibanarios dictitant)"_kị binh cataphract, theo cách ta gọi họ là clibanarii (đáng chú ý, clibanarii là cụm từ ngoại lại, không phải tiếng Latinh cổ điển).
Clibanarii sau đó trở thành từ vựng Latinh, có nghĩa "kị sĩ giáp lưới sắt", tương đương chữ κλιβανοφόροι (klibanophoroi) trong tiếng Hy Lạp có nghĩa "chiến binh khuôn nung'' hay ''khuôn rèn sắt", mặc dù từ này xuất hiện trong văn kiện tiếng Latinh nhiều hơn tiếng Hy Lạp xuyên suốt thời kỳ cổ đại.  Có hai giả thuyết về nguồn gốc của klibanophoroi: đó có thể dựa vào thực tế rằng kị sĩ mặc bộ giáp sẽ cảm thấy nóng nực như đứng trong lò nung, hoặc thậm chí bắt nguồn từ tiếng Ba Tư cổ của chữ grivpanvar, có nghĩa "chiến binh đeo bọc cổ".
Ammianus Marcellinus ghi nhận: "cataphracti equites (quos clibanarios dictitant)", tức là "kỵ binh cataphract (được gọi là clibanarii)". Về bản chất, clibanarius (số nhiều: clibanarii), cũng là một loại kị binh trang bị tương tự cataphractius. Nhưng trong khi cataphracti dùng thương, giáo dài, lực lượng clibanarii dùng chùy hoặc kiếm. Ở Ba Tư, clibanarii cũng được dùng ám chỉ các cataphract bắn cung (equites sagitarii clibanarii) hoặc đơn giản chỉ là kỵ binh nặng, dẫn đến trường hợp dùng tên gọi clibanarius để nói về cataphract ở các vương quốc Cận Đông, trong khi giới quân sự phương Tây vẫn giữ tên cũ cataphractius. Đôi lúc, các cataphract chỉ dùng thương, không dùng cung lại được gọi là lancer.
Các sử gia La Mã như Arrian, Aelian và cả Asclepiodotus đều sử dụng cụm từ cataphract trong báo cáo quân sự để mô tả một loại kị binh mà cả ngựa chiến lẫn kị sĩ đều được phủ giáp một phần hoặc toàn bộ cơ thể. Một sử gia Byzantine, Leo Diaconis, gọi là πανσιδήρους ἱππότας (pansidearoos ippotas), có nghĩa là "kị sĩ mặc giáp sắt toàn thân".

## Nguồn gốc cataphract ở Trung Cận Đông

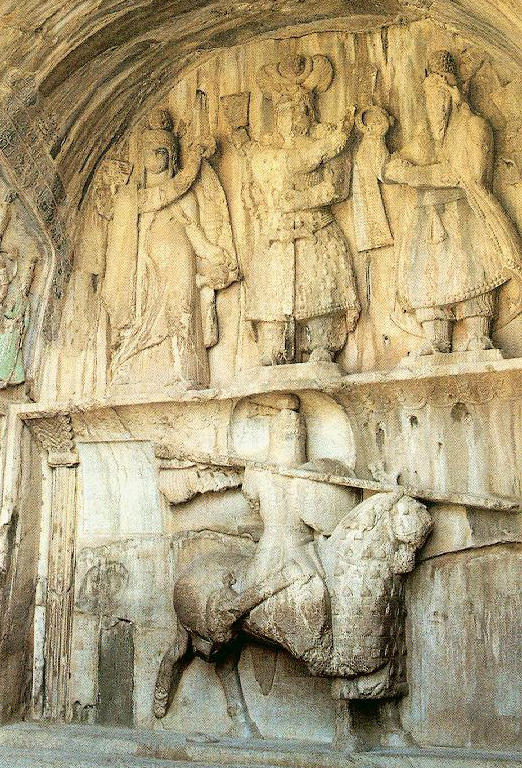
Phù điêu Hiệp sĩ Ba Tư, vương triều Sassanid (226-637), Kermanshah, Iran

#### Giáp phục

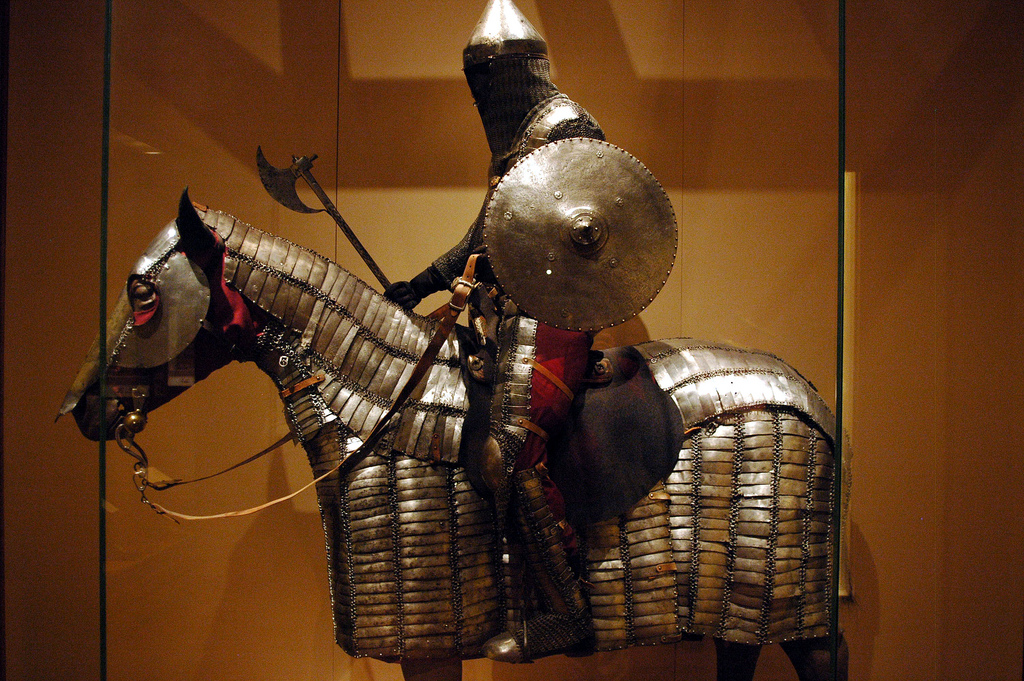
Giáp cataphract Syria khoảng năm 1450-1550

#### Vũ khí

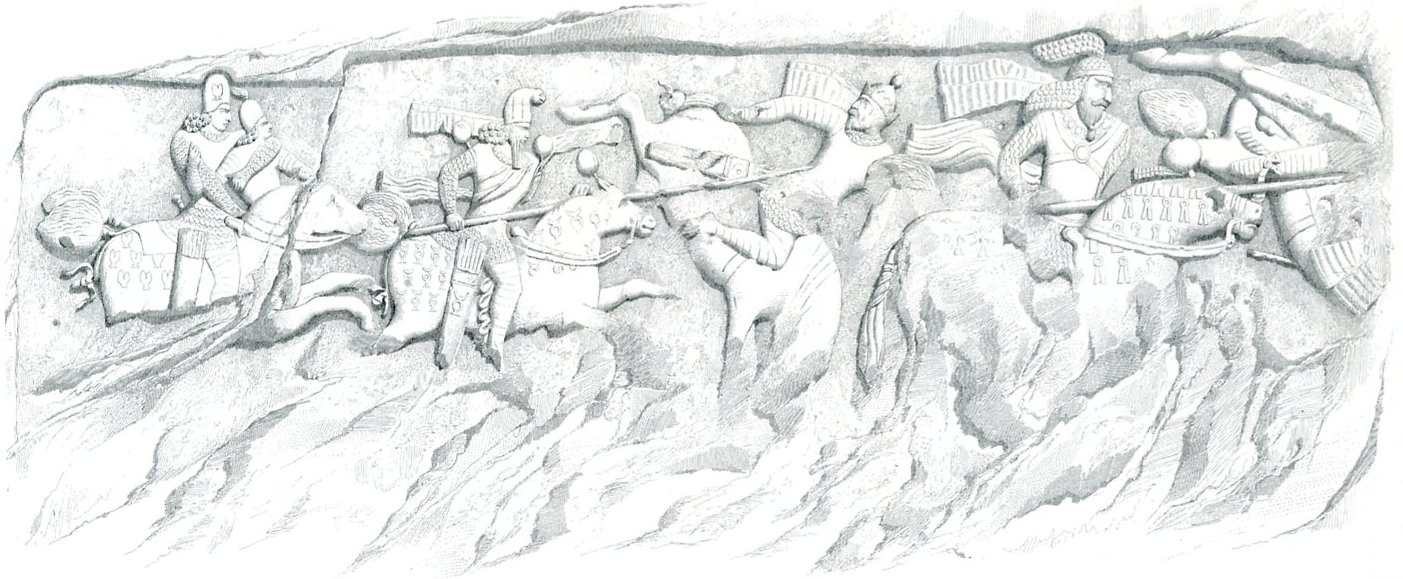
Phù điêu kị binh tại Firuzabad (Iran), mô tả cataphract đang chiến đấu bằng thương kontos

#### Thời kỳ Cộng hòa và Đế quốc La Mã

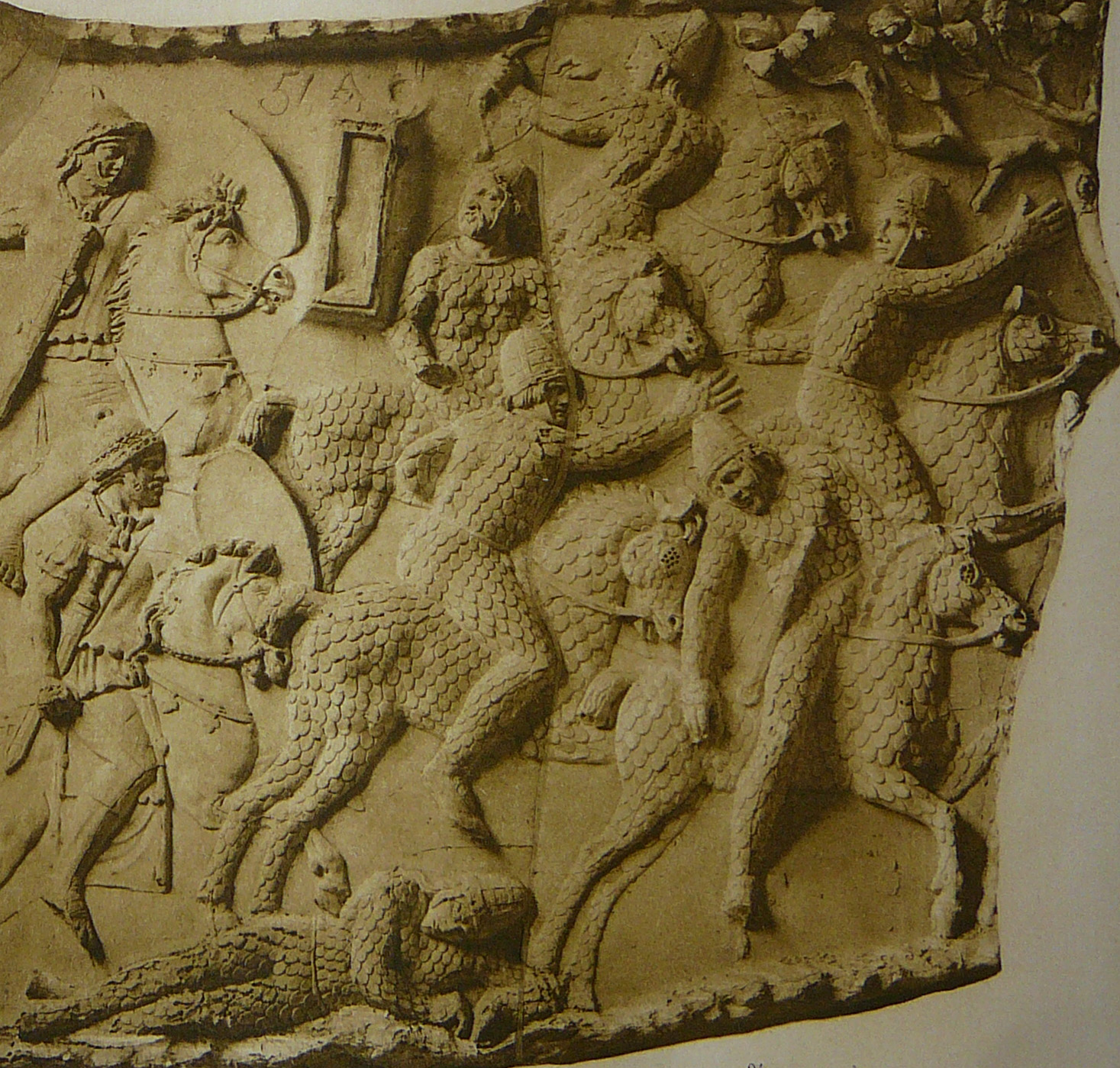
Phù điêu khắc trên cột Trajan, cataphract La Mã đánh bại lực lượng kị binh tương tự của Ba Tư

### Trung Hoa

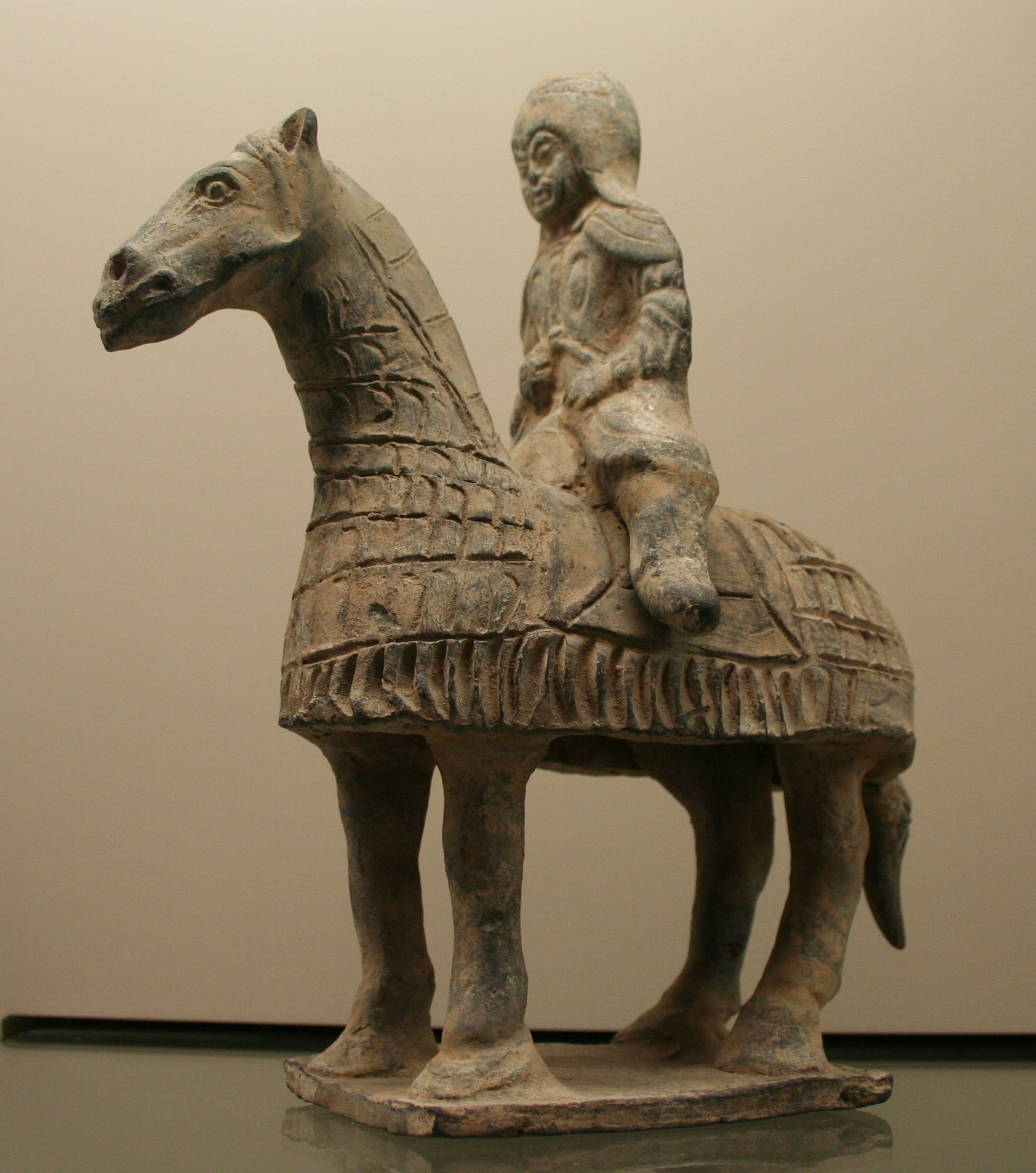
Tượng thiết kị Trung Hoa bằng đất nung có niên đại vào thời Bắc Ngụy

### Nhật Bản

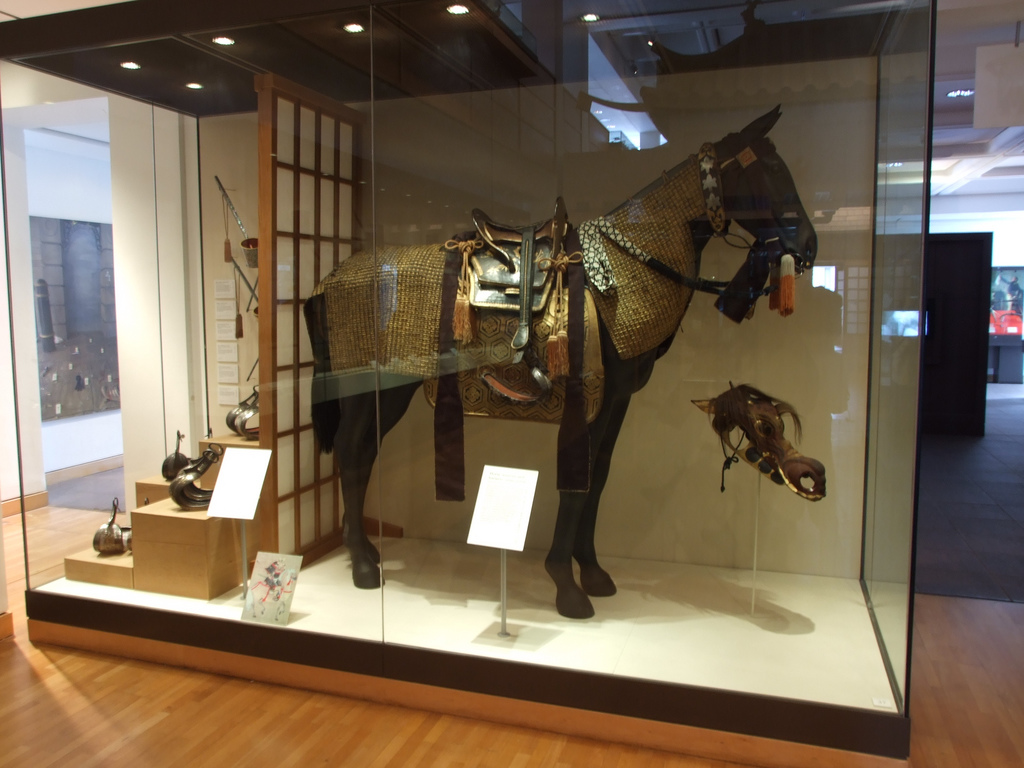
Giáp ngựa Nhật Bản (uma yoroi)

#### Thời Lý-Trần

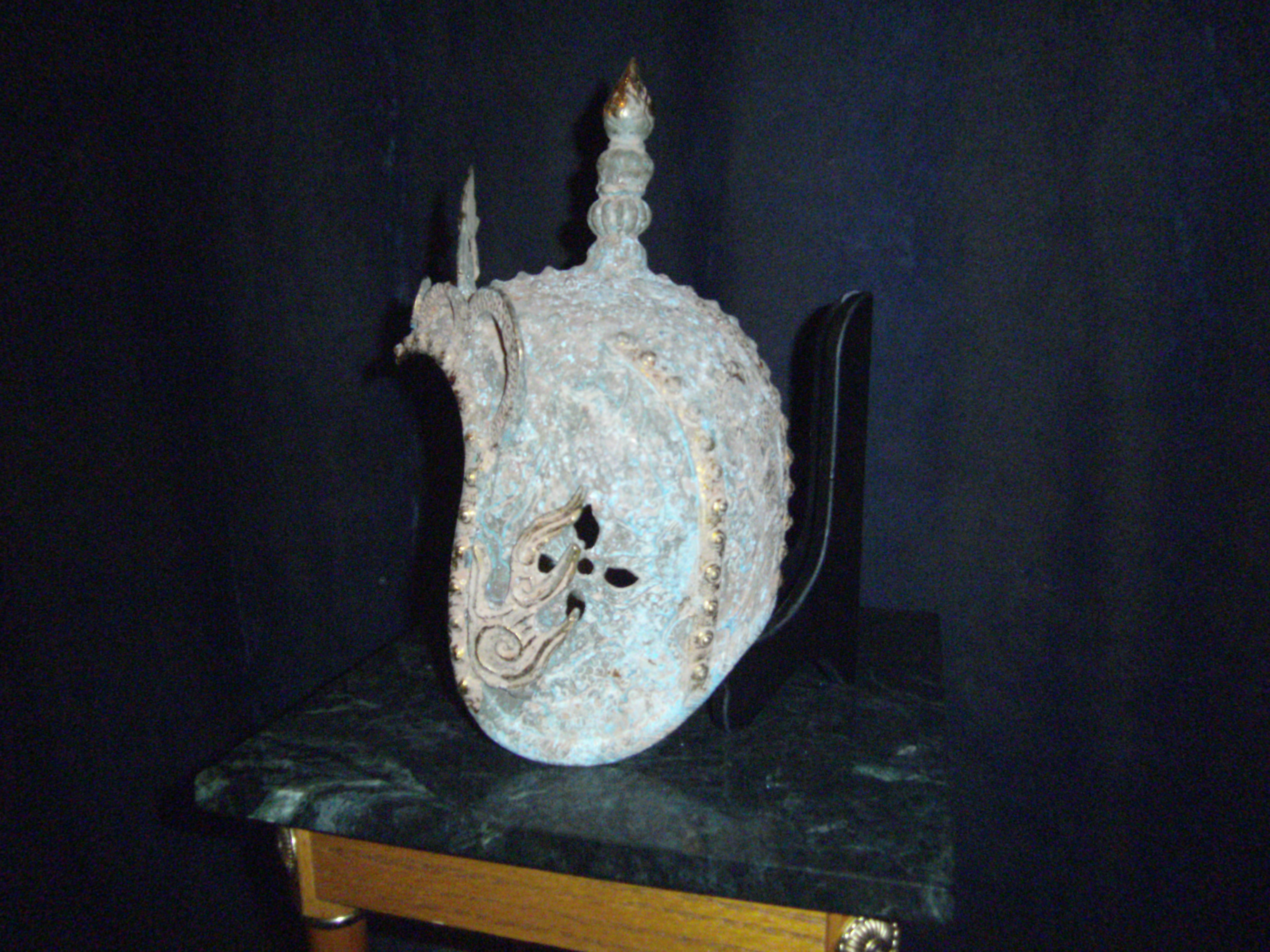
Mũ kị binh thời Trần thế kỷ XIII

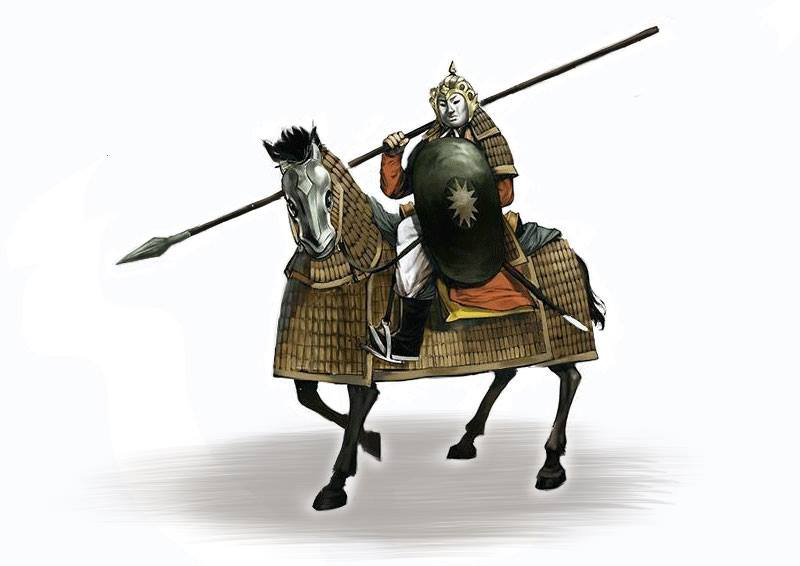
Phục dựng thiết kỵ thời nhà Trần, dựa vào hiện vật mũ đồng và khiên